# نخر سورغمي
نخر سورغمي (الاسم العلمي:Tilletia sorghi) هو نوع من الفطريات يتبع جنس النخر من الفصيلة النخرية.